# Hans Krankl
Hans Krankl (Bécs, 1953. február 14. –) válogatott osztrák labdarúgó, csatár, edző.

## Pályafutása

### Klubcsapatban
1970 és 1978 között a Rapid Wien játékosa volt. Az 1971–72-es idényben kölcsönben szerepelt a Wiener SC csapatában. A Rapiddal 1976-ban osztrák kupa-győztes lett. Ebben az időszakban háromszor volt az élvonal gólkirálya (1973–74, 1976–77, 1977–78). Az 1977–78-as idényben Európa legjobb góllövője lett és ezzel elnyerte az Aranycipőt.
1978-ban az FC Barcelona együtteséhez szerződött. Első idényében a spanyol bajnokságban gólkirály lett, a csapattal pedig megnyerte a kupagyőztesek Európa-kupáját. A további idényekben már nem volt ilyen sikeres. 1981-ben ugyan tagja volt a spanyol kupa-győztes csapatnak, de ebben az idényben, 1980-ban már kölcsönben szerepelt a First Vienna együttesében.
1981-ben végleg hazatért és ismét a Rapid játékosa lett. Az első idényben bajnok lett a csapattal. A következő idényben megvédték bajnoki címüket és kupagyőztesek is lettek. Krankl ebben az idényben ismét osztrák gólkirály lett. Az osztrák kupagyőzelmüket a Rapiddal még kétszer védték meg és így sorozatban háromszor nyertek. 1984–85-ben a KEK-ben a döntőig jutottak, ahol az Evertontól szenvedtek vereséget.
1986-ban a Wiener SC labdarúgója lett két idényre. 1988-ban a Kremser SC, 1989-ben az Austria Salzburg csapatában szerepelt. 1989-ben vonult vissza az aktív labdarúgástól. Pályafutása során 518 bajnoki mérkőzésen szerepelt és 392 gólt szerzett. Ausztriában öt alkalommal volt az év labdarúgója (1973, 1974, 1977, 1982, 1988).

### A válogatottban
1973 és 1985 között 69 alkalommal szerepelt az osztrák válogatottban és 34 gólt szerzett. Az 1978-as argentínai és az 1982-es spanyolországi világbajnokságon vett részt a nemzeti csapattal.

### Edzőként
1989-ben a Rapid vezetőedzője lett. Az első két idényben az osztrák kupa döntőjég jutott a csapattal. (1990, 1991). 1992-ben távozott a csapattól és a VfB Mödling együttesénél tevékenykedett két idényen át.  1994-95-ben az FC Tirol Innsbruck, 1996-ban ismét VfB Mödling, 1997-ben az SV Gerasdorf szakmai munkáját irányította. 1998-99-ben az Austria Salzburg vezetőedzője volt és 1999-ben az év edzőjének választották Ausztriában. 2000-ben a német Fortuna Köln, 2000-01-ben a Vfb Admira Wacker Mödling csapatainál dolgozott. 2002 és 2005 között az osztrák válogatott szövetségi kapitánya volt. 2009-ben a LASK Linz vezetőedzője volt.

## Sikerei, díjai

### Játékosként
- Az év labdarúgója: 1973, 1974, 1977, 1982, 1988

 Rapid Wien
- Osztrák bajnokság
  - bajnok: 1981–82, 1982–83
  - gólkirály: 1973–74, 1976–77, 1977–78, 1982–83
- Osztrák kupa
  - győztes: 1976, 1983, 1984, 1985
- Kupagyőztesek Európa-kupája (KEK)
  - döntős: 1984–85

 FC Barcelona
- Spanyol bajnokság (La Liga)
  - gólkirály (Pichichi-trófea): 1978–79
- Spanyol kupa (Copa del Rey)
  - győztes: 1981
- Kupagyőztesek Európa-kupája (KEK)
  - győztes: 1978–79

egyéni
- Aranycipő
  - győztes: 1977–78

### Edzőként
Rapid Wien
- Osztrák kupa
  - döntős: 1990, 1991
- Az év labdarúgóedzője: 1999